# Monroe City (Missouri)
Monroe City è un comune degli Stati Uniti d'America, situato nello Stato del Missouri, diviso tra la contea di Monroe, la contea di Marion e la contea di Ralls.